# Pucciniastrum epilobii

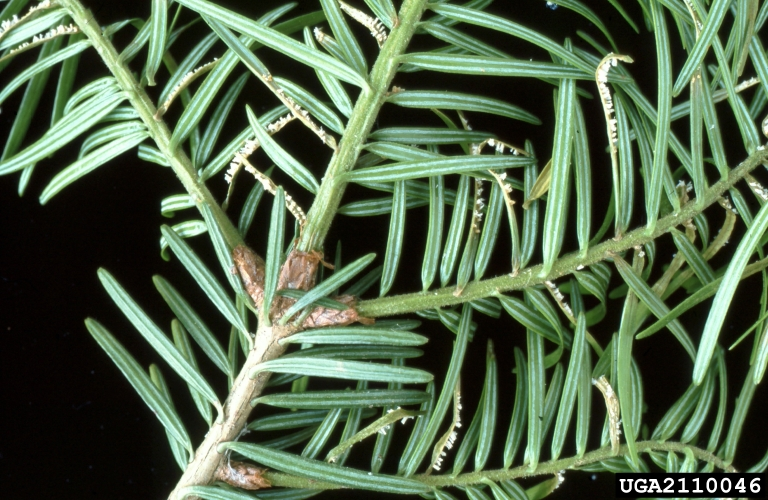
Ecja na igłach jodły

Pucciniastrum epilobii (Pers.) G.H. Otth – gatunek grzybów z typu rdzowców (Pucciniales). Grzyb mikroskopijny pasożytujący na jodłach i roślinach z rodziny wiesiołkowatych.

## Systematyka i nazewnictwo
Pozycja w klasyfikacji według Index Fungorum: Pucciniastrum, Pucciniastraceae, Pucciniales, Incertae sedis, Pucciniomycetes, Pucciniomycotina, Basidiomycota, Fungi.
Po raz pierwszy zdiagnozował go w 1801 r. Christiaan Hendrik Persoon nadając mu nazwę Uredo pustulata a epilobii. Obecną, uznaną przez Index Fungorum nazwę nadał mu Gustav Heinrich Otth w 1861 r.

Synonimy:
- Erysibe pustulata (Pers.) Wallr. 1833
- Erysibe pustulata (Pers.) Wallr. 1833 var. pustulata
- Melampsora epilobii Fuckel 1870
- Melampsora pustulata J. Schröt. 1887
- Pucciniastrum abieti-chamaenerii Kleb. 1900
- Pucciniastrum chamerionis Rostr. 1902
- Pucciniastrum pustulatum Dietel 1897
- Uredo pustulata Pers. 1801
- Uredo pustulata a epilobii Pers. 1801

## Cykl życiowy i morfologia
Jest to pasożyt dwudomowy i rdza pełnocyklowa, wytwarzająca wszystkie typowe dla rdzowców rodzaje zarodników. Na jodłach (Abies) powstają spermogonia i ecja (jodła jest żywicielem ecjalnym), na roślinach z rodziny wiesiołkowatych (Onagraceae) uredinia i telia (są to żywiciele telialni).
Spermogonia i ecja powstają pod skórką liści. Cylindryczne ecja o wysokości 1 mm tworzą się w dwóch rzędach. Ecjospory brodawkowane, ale z jednej strony z gładką plamką. Uredinia najczęściej powstają na dolnej stronie liści, czasami także na łodydze. Są małe, liczne, żółtopomarańczowe, pokryta ścianką z centralną ostiolą. Komórki wokół ostioli mają pogrubioną, gładką ścianę. Telia mają postać drobnych grudek pod epidermą rośliny. Teliospory 2-4 komórkowe, brązowe.

## Występowanie
Występuje w Ameryce Północnej i Środkowej, Europie, Azji i Australii. W literaturze naukowej na terenie Polski podano dość liczne stanowiska na wielu gatunkach roślin.
Żywicielami ecjalnymi są: Abies alba, Abies balsamea, Abies cephalonica, Abies grandis, Abies lasiocarpa, Abies nordmanniana, Abies pinsapo, Abies sacchalinensis var. maryiana.
Żywicielami telialnymi są: Chamerion angustifolium, Clarkia amoena, Clarkia elegans, Clarkia purpurea, Epilobium alpestre, Epilobium alsinifolium, Epilobium anagallidifolium, ciliatum & subsp. glandulosum, Epilobium collinum, Epilobium dodonaei, Epilobium duriaei, Epilobium fleischeri, Epilobium hirsutum, Epilobium laxum, Epilobium montanum, Epilobium obscurum, Epilobium pallidiflorum, Epilobium palustre, Epilobium parviflorum, Epilobium roseum, Epilobium tetragonum, Fuchsia magellanica, Fuchsia splendens, Lopezia racemosa, Oenothera acaulis, Oenothera deflexa.